# Aubrey Spencer
Aubrey Spencer (12 febbraio 1795 – 24 febbraio 1872) è stato un nobile e vescovo anglicano britannico membro della nobile famiglia Spencer.

## Biografia

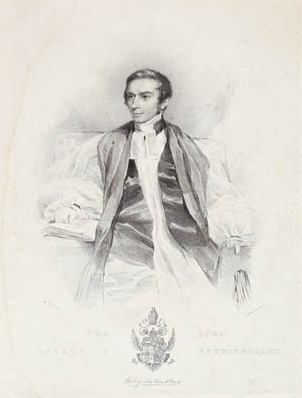
Litografia di Aubrey Spencer durante l'incarico come vescovo di Newfoundland

Aubrey George Spencer nacque a Londra, in Inghilterra, il 12 febbraio 1795. Era figlio di William Robert Spencer (1769-1834), figlio minore di Lord Charles Spencer, e pronipote di Charles Spencer, III duca di Marlborough; sua madre Susan era tedesca e contessa del Sacro Romano Impero.
Spencer fu educato alla St Albans School e privatamente a Greenwich prima di unirsi alla marina. La sua salute malferma lo obbligò ad abbandonare la carriera militare tradizionale per la sua famiglia, e decise quindi di diventare prete. Spencer andò a studiare a Magdalen Hall, Oxford e fu nominato diacono nel 1818. Fu ordinato sacerdote nel 1819 dal vescovo di Norwich. Il primo incarico di Spencer fu quello di officiante a Prittlewell, nell'Essex, prima di entrare nella Società per la Propagazione del missionario del Vangelo a Terranova. Qui prestò servizio a Ferryland e Trinity Bay prima che il freddo minasse la sua salute e lo inducesse a trasferirsi a Bermuda.
Dopo essere stato nominato Arcidiacono e Rettore di Paget e Warwick, pubblicò una raccolta dei suoi sermoni, acquisì un Lambeth D.D. e rifiutò nel 1829 l'offerta dell'arcidiacono di Terranova. Nel 1839 accettò prontamente quando, forse aiutato dalle sue connessioni aristocratiche e whig, gli fu offerto il vescovato di Terranova. Fu consacrato vescovo di Terranova, insieme a John Strachan, che fu il primo vescovo di Toronto, nell'Ontario. La loro consacrazione avvenne nella cappella di Lambeth Palace il 4 agosto 1839. William Howley, essendo arcivescovo di Canterbury, con i vescovi Charles James Blomfield di Londra, William Otter di Chichester e John Inglis della Nuova Scozia, partecipò alla consacrazione di Spencer.

### Vescovo di Newfoundland
A Terranova aumentò il numero dei membri del clero offrendo borse garantite dalla Società per la propagazione del Vangelo, costruendo scuole e nuove chiese e ponendo la prima pietra per una cattedrale. Riorganizzò la chiesa in decanati rurali, rianimò la Società ecclesiastica diocesana per raccogliere fondi e fondò un Istituto teologico per la produzione di un ministero locale. Per aumentare il numero del clero ordinò sacerdoti i maestri della Newfoundland School Society. Ottenne il controllo di quella società diventando vicepresidente, licenziando i suoi maestri (se non ordinati) come lettori laici e nominando il Rev. T. F. H. Bridge, il suo assistente più abile, come suo sovrintendente locale. Descrisse la società, nel suo XXI rapporto annuale, come "il più grande baluardo della fede protestante in quella terra squallida e ottenebrata".
Spencer è stato descritto da Prowse, lo storico ottocentesco di Terranova, come "un evangelico della vecchia scuola di Wilberforce e Bickersteth". Aveva poca considerazione per il dissenso, e i metodisti furono pronti ad attaccarlo rendendo la Terranova School Society un ausiliare della chiesa, accusandolo di avere "pretese alte ed esclusive", e di influenzare le giovani generazioni e "infondendo nelle loro menti la nozioni comuni del partito della chiesa alta ". Furono sorpresi dal fatto che l'anglicanesimo di Spencer, nonostante la chiesa bassa, non li favorisse. Se avessero letto il suo sermone predicato in San Giovanni, si sarebbero resi conto che non solo era molto anti-Tractarian e anti-cattolico, ma aveva anche insistito affinché la Chiesa d'Inghilterra avesse il suo ministero dagli Apostoli e condannato coloro che rifiutavano le forme e sottovalutavano i sacramenti. Parte dell'eredità di Spencer per il suo successore, Edward Feild, fu quindi un rapporto piuttosto scadente con i metodisti.

### Ultimi anni
Fu nuovamente minato dalla cattiva salute e conseguentemente ottenne il suo trasferimento in Giamaica, dove fu vescovo fino al 1855. Si ritirò poi in Inghilterra, a Torquay, e occasionalmente assistette l'anziano vescovo di Exeter, Phillpotts. La sua ultima pubblicazione, intitolata Un breve resoconto della Chiesa d'Inghilterra, la sua fede e il suo culto: come mostrato dal Libro di preghiera comune, pubblicata nel 1867, fu diffusa in spagnolo e in italiano dalla Società anglo-continentale, ed era un lavoro decisamente protestante. Dichiarò che i riformatori avevano mirato a mantenere la successione apostolica, che la Chiesa d'Inghilterra era semplicemente una parte o ramo della Chiesa cattolica di Cristo, che tutti gli altri cristiani in Inghilterra erano in errore, che la Confessione Auricolare era inammissibile nella Chiesa d'Inghilterra che non dovrebbe esserci adorazione del pane e del vino consacrati durante la comunione e che un ramo della Chiesa senza vescovi era ancora una chiesa. Era una rivendicazione della sua visione molto tradizionale e molto protestante della fede cristiana. La sua lunga malattia lo logorò e infine, nel 1872, Spencer morì.

## Ascendenza
|                                    |              |                               | Genitori                                |  |  | Nonni |  |  | Bisnonni                                 |  |  | Trisnonni                                |  |
|                                    |              |                               |                                         |  |  |       |  |  | Charles Spencer, III duca di Marlborough |  |  | Charles Spencer, III conte di Sunderland |  |
|                                    |              |                               |                                         |  |  |       |  |  | Charles Spencer, III duca di Marlborough |  |  | Charles Spencer, III conte di Sunderland |  |
|                                    |              | Anne Churchill                |                                         |  |  |       |  |  | Charles Spencer, III duca di Marlborough |  |  |                                          |  |
| Charles Spencer                    |              |                               |                                         |  |  |       |  |  | Charles Spencer, III duca di Marlborough |  |  |                                          |  |
|                                    |              | Elizabeth Trevor              | Thomas Trevor, II barone Trevor         |  |  |       |  |  |                                          |  |  |                                          |  |
|                                    |              | Elizabeth Trevor              | Thomas Trevor, II barone Trevor         |  |  |       |  |  |                                          |  |  |                                          |  |
|                                    |              | Elizabeth Trevor              | Elizabeth Burrell                       |  |  |       |  |  |                                          |  |  |                                          |  |
| William Robert Spencer             |              | Elizabeth Trevor              |                                         |  |  |       |  |  |                                          |  |  |                                          |  |
|                                    |              | Vere Beauclerk, I barone Vere | Charles Beauclerk, I duca di St. Albans |  |  |       |  |  |                                          |  |  |                                          |  |
|                                    |              | Vere Beauclerk, I barone Vere | Charles Beauclerk, I duca di St. Albans |  |  |       |  |  |                                          |  |  |                                          |  |
|                                    |              | Vere Beauclerk, I barone Vere | Diana de Vere                           |  |  |       |  |  |                                          |  |  |                                          |  |
| Mary Beauclerk                     |              | Vere Beauclerk, I barone Vere |                                         |  |  |       |  |  |                                          |  |  |                                          |  |
|                                    |              | Mary Chambers                 | Thomas Chambers                         |  |  |       |  |  |                                          |  |  |                                          |  |
|                                    |              | Mary Chambers                 | Thomas Chambers                         |  |  |       |  |  |                                          |  |  |                                          |  |
|                                    |              | Mary Chambers                 | Mary Berkeley                           |  |  |       |  |  |                                          |  |  |                                          |  |
| Aubrey Spencer                     |              | Mary Chambers                 |                                         |  |  |       |  |  |                                          |  |  |                                          |  |
|                                    | John Jenison | John Jenison                  |                                         |  |  |       |  |  |                                          |  |  |                                          |  |
|                                    | John Jenison | John Jenison                  |                                         |  |  |       |  |  |                                          |  |  |                                          |  |
|                                    | John Jenison | Sarah Williams                |                                         |  |  |       |  |  |                                          |  |  |                                          |  |
| Francis, conte di Jenison-Walworth | John Jenison |                               |                                         |  |  |       |  |  |                                          |  |  |                                          |  |
|                                    |              | Elizabeth Sandford            | Francis Sandford                        |  |  |       |  |  |                                          |  |  |                                          |  |
|                                    |              | Elizabeth Sandford            | Francis Sandford                        |  |  |       |  |  |                                          |  |  |                                          |  |
|                                    |              | Elizabeth Sandford            | …                                       |  |  |       |  |  |                                          |  |  |                                          |  |
| Susan Jenison-Walworth             |              | Elizabeth Sandford            |                                         |  |  |       |  |  |                                          |  |  |                                          |  |
|                                    |              | Alexander Smith               | …                                       |  |  |       |  |  |                                          |  |  |                                          |  |
|                                    |              | Alexander Smith               | …                                       |  |  |       |  |  |                                          |  |  |                                          |  |
|                                    |              | Alexander Smith               | …                                       |  |  |       |  |  |                                          |  |  |                                          |  |
| Charlotte Smith                    |              | Alexander Smith               |                                         |  |  |       |  |  |                                          |  |  |                                          |  |
|                                    |              | …                             | …                                       |  |  |       |  |  |                                          |  |  |                                          |  |
|                                    |              | …                             | …                                       |  |  |       |  |  |                                          |  |  |                                          |  |
|                                    |              | …                             | …                                       |  |  |       |  |  |                                          |  |  |                                          |  |
|                                    |              | …                             |                                         |  |  |       |  |  |                                          |  |  |                                          |  |